# Identificador de Entidade Jurídica
Um Identificador de Entidade Jurídica (em inglês Legal Entity Identifier, LEI) é um identificador de 20 caracteres que identifica distintas entidades que se envolvem em transações financeiras. De acordo com a ISO 17442, que fundamenta o Identificador de Entidade Legal (LEI), o termo "entidade legal" inclui, mas não se limita a, partes únicas que são legal ou financeiramente responsáveis pelo cumprimento de transações financeiras ou que possuem o direito legal, em sua jurisdição, de firmar contratos jurídicos de forma independente, independentemente de estarem formalmente constituídas ou incorporadas (por exemplo, trusts, associações, acordos contratuais). Pessoas físicas são excluídas, mas organizações governamentais e organismos supranacionais estão incluídos.
É importante distinguir entre ser elegível para obter um LEI e ser obrigado a tê-lo. Conforme definido na norma ISO 17442, qualquer entidade legal que participe de uma transação financeira é elegível para um LEI. Qualquer obrigação legal de possuir um LEI decorre dos reguladores financeiros nacionais. Em princípio, pessoas físicas não devem obter um LEI. No entanto, cabe observar que, em 30 de setembro de 2015, o Comitê de Supervisão Regulatória (Regulatory Oversight Committee, ROC) publicou uma declaração esclarecendo as condições sob as quais pessoas físicas atuando em caráter empresarial são elegíveis para obter um LEI.
O identificador LEI é uma norma universal, projetada para ser não-proprietária de dados que está livremente acessível a todos. Em julho de 2025, mais de 3.000.000 de entidades legais em mais de 195 países possuíam identificadores LEI emitidos.
O Identificador de Entidade Legal (LEI) permite a identificação única das entidades legais que participam de transações a nível global. Ao se vincular com informações de referência publicamente disponíveis por meio da GLEIF, o LEI contribui para aumentar a transparência e a confiança nos mercados. Seu uso apoia atividades essenciais como os processos de conheça seu cliente (KYC) e o combate à lavagem de dinheiro.
O LEI está incluído em mais de 200 regulamentações e recomendações em que é aplicado em diversos setores, incluindo serviços financeiros, financiamento ao comércio, pagamentos e cadeias de suprimentos. Além disso, vem ganhando relevância em novas áreas, como ativos digitais e sustentabilidade, ao facilitar a rastreabilidade, a interoperabilidade e a responsabilização entre as partes envolvidas.
O Conselho de Estabilidade Financeira (FSB) reconheceu, em maio de 2019, que a adoção global do LEI apoia "múltiplos objetivos de estabilidade financeira", como a melhoria da gestão de riscos das empresas, além de uma melhor avaliação dos riscos micro e macroprudenciais.  Além disso, a implementação do LEI "contribui para uma maior qualidade e precisão dos dados financeiros em geral". Mais recentemente, o FSB também destacou os diversos benefícios da integração do LEI em pagamentos transfronteiriços, como a elevação dos níveis de padronização de dados, processos de conhecimento do cliente (KYC) mais eficazes e uma triagem de sanções mais precisa, reduzindo a incidência de falsos positivos. Diante desses benefícios, o FSB reiterou a necessidade de que as diferentes jurisdições continuem promovendo a inclusão e o uso do LEI para além do setor financeiro. No caso dos pagamentos transfronteiriços, o FSB recomenda que as jurisdições considerem uma adoção progressiva.

## História
O sistema LEI foi desenvolvido pelo G20, em resposta à incapacidade de instituições financeiras para identificar as organizações de uma forma única, de modo que as suas transações financeiras em diferentes jurisdições nacionais pudessem ser controladas totalmente. Os primeiros identificadores LEI foram emitidos em dezembro de 2012.

## Estrutura de código
O LEI é um código global único de 20 caracteres alfanuméricos que segue a norma ISO 17442, elaborada pela Organização Internacional de Normalização. Os quatro primeiros caracteres identificam a Unidade Operacional Local (LOU, na sigla em inglês) responsável por emitir o identificador. Os caracteres de 5 a 18 identificam a entidade legal em questão. Esses caracteres são gerados pela LOU correspondente, de acordo com diretrizes transparentes, sólidas e eficazes. Os dois últimos caracteres são dígitos de verificação, conforme estabelecido pela norma ISO 17442, o que tecnicamente é conhecido como soma de verificação (checksum).

## A obtenção de uma Entidade Jurídica (Identificador de LEI)
A Fundação de Entidade Global Jurídica de Identificador (Global Legal Entity Identifier Foundation, GLEIF) não emite diretamente identificadores de Entidade Jurídica, mas em vez disso, ele delega essa responsabilidade para Unidades Operacionais de Local (LOUs). Estes emitentes LEI fornecessem serviços diferentes. As Unidades Operacionais de Local podem ter preços diferentes para os serviços de registo de que eles oferecem. O GLEIF é responsável pelo monitoramento da qualidade de dados dos identificadores LEI.